# Кольцовське сільське поселення
Кольцо́вське сільське поселення (рос. Кольцовское сельское поселение) — муніципальне утворення у складі Вурнарського району Чувашії, Росія. Адміністративний центр — присілок Кольцовка.
Станом на 2002 рік існували Кольцовська сільська рада (присілки Зеленовка, Кольцовка) та Мамалаєвська сільська рада (присілки Булатово, Мамалаєво, Сявалкас-Хірпосі, селище Апнерка). Пізніше селище Апнерка було передане до складу Хірпосинського сільського поселення.

## Населення
Населення — 634 особи (2019, 848 у 2010, 1067 у 2002).

## Склад
До складу поселення входять такі населені пункти:
| Населений пункт            | Населення, осіб (2002) | Населення, осіб (2010) |
| -------------------------- | ---------------------- | ---------------------- |
| Булатово, присілок         | 217                    | 183                    |
| Зеленовка, присілок        | 0                      | 0                      |
| Кольцовка, присілок        | 421                    | 330                    |
| Мамалаєво, присілок        | 269                    | 210                    |
| Сявалкас-Хірпосі, присілок | 160                    | 125                    |